# 寿禧和硕公主
寿禧和硕公主（1842年2月5日—1866年9月10日），道光帝第八女。

## 生平
道光二十一年十二月二十六日出生，生母舒穆鲁氏時為彤贵妃。咸豐五年 (1855年) 十一月，八公主被封为寿禧和硕公主，指配副都统熙拉布之子瑞林。咸丰十年瑞林改名扎拉豐阿。
同治二年 (1863年) 十月下嫁，同年十一月初七日，寿禧和硕公主回门，公主及其额驸扎拉丰阿俱穿蟒袍补服行礼，彤妃在壽安宮赏额驸饭。
當年年底即有諭旨令將每年官房租庫收到奕梁房租銀一千兩賞給壽禧和碩公主、壽莊和碩公主各五百兩，但壽禧和碩公主府翌年即告進款不敷用項支絀，內務府再奉旨壽禧和碩公主、壽莊和碩公主每年各加賞銀八百兩，由官房租庫房租項下賞給。八公主於咸豐年間已称为寿禧和硕公主，惟在同治二年十一月二十五日辰时才舉行冊封禮。当时清廷因财政困难而庫存黄金紧缺，故而壽禧公主的金册是银质镀金的。
同治五年 (1866年) 八月初二日薨逝，年僅二十六歲；八月初三日，著派孚郡王带领侍卫十员，即日前往奠醊，奉移日再派钟郡王带领侍卫十员前往赐奠。